# Giovanni Battista Cavedalis
Giovanni Battista Giambattista Cavedalis (né en 1794 à Spilimbergo, dans la province de Pordenone et mort en 1858 dans la même ville) est un patriote italien.

## Biographie
Giovanni Battista fréquente le célèbre Collège militaire de Modène et entre jeune dans l'armée italienne sous les ordres de Eugène de Beauharnais.
En 1848, Cavedelis est directeur de la construction de la ligne ferroviaire Lubiana-Vienne en Autriche. Il part à Venise pour participer aux émeutes de cette même année et offrir ses propres connaissances d'ex-officier d'artillerie. Il deviendra colonel dans la Garde Civique vénitienne.
Après ce poste, il part pour Udine en Italie, cette commune lui ayant proposé la direction de sa défense. Udine chute, et non sans gloire, il part pour Venise. Du 13 août 1848 au 7 mars 1849, il obtient une charge au sein du Triumvirat de la République avec Daniele Manin et l'amiral Leone Graziani, il doit organiser l'armée et les moyens de défense de la cité.
Cavedalis est un « dictateur » et un major général, chef du Département et ministre de la Guerre.
Après la chute de la République, il négocie la paix avec l'Autriche, qui lui permet de revenir dans sa patrie mais oblige les autres participants du gouvernement à l'exil. Les différents traitements reçus le font suspecter de trahison, mais il est blanchi de l’accusation seulement en 1930 avec la publication de ses Commentaires.

## Son œuvre
- (it) I Commentari della storia della guerra degli anni 1848-1849, Udine, tip. G. B. Doretti, 1928-1929, introduction et notes par Vincenzo Marchesi, en deux volumes[1].

## Sources
- (it) Cet article est partiellement ou en totalité issu de l’article de Wikipédia en italien intitulé « Giovanni Battista Cavedalis » (voir la liste des auteurs).

 : document utilisé comme source pour la rédaction de cet article. :
- (it) Gabriele Fantoni, I fasti della guardia nazionale del Veneto negli anni 1848 e 49 : Memorie storiche, vol. 2, Venise, Stab. Grimaldo E C., 1870, 174 p. (lire en ligne)